# Distretto di Tucheng
Il distretto di Tucheng (cinese tradizionale: 土城市; pinyin: Tǔchéng Shì) è un distretto di Taiwan, situata nella zona sudoccidentale della municipalità di Nuova Taipei, a nord dell'isola di Taiwan.
Fino al 25 dicembre 2010 era una città nella contea di Taipei.

## Infrastrutture e trasporti
- Autostrada nazionale No. 3
- Superstrada provinciale No. 3
- Metropolitana di Taipei: Linea Bannan, Linea Tucheng (stazioni Haishan, Tucheng, Yongning e Dingpu)

## Attrazioni turistiche
- Museo Nougat di Taiwan[1]
- Villaggio di Leoofoo
- Giardino della famiglia Lin
- Grandi Magazzini FE21
- Antica strada Sanxia
- Antica strada Yingge
- Scenario fotografico Cape No. 7 (海角七號)
- Area Ricreativa della Montagna Tianshang[2]

Il monte Tianshang si eleva ad un'altezza di 429,7 m. Chiamato originariamente monte Neipo, questo picco scosceso ha la particolarità di essere stato eroso dai fiumi Xindian ed Heng, i quali hanno creato paesaggi spettacolari facendo sì che il monte ottenesse il soprannome di "montagna imperiale".
- Tempio Chengtian Chan[4]

Il tempio buddhista Chengtian è situato sul monte Qingyuan, ad est di Tucheng. Durante i fine settimana, è una popolare meta di pellegrinaggi da parte dei credenti. Sua particolarità è il sentiero di accesso al tempio, che espone un arrangiamento di antiche tavole di pietra.
- Parco fluviale di Tucheng
- Parco Paulownia